# المدينة المنورة (مقر الإمارة)
محافظة المدينة المنورة هي مقر إمارة منطقة المدينة المنورة وإحدى محافظاتها.

## المراكز الإدارية التابعة
- مغيراء
- الفريش
- أبيار الماشي
- وادي الفرع
- اليتمة
- الحنو
- الصويدرة
- الأكحل
- أبو ضباع
- المليليح
- البوير
- المندسة
- شجوى
- الثمد
- الصلصلة
- العرايد
- العشاش
- سليلة جهينة
- الشقرة
- ضاعا